# Lamiya Aji Bashar
Lamiya Aji Bashar (in arabo لمياء حجي بشار‎?; Sinjar, 1998) è un'attivista irachena yazida.
Ha vinto il Premio Sakharov per la libertà di pensiero insieme a Nadia Murad nel 2016.

## Biografia
Lamiya Aji Bashar è nata nel 1998 nel villaggio di Kocho, presso Sinjar, nel nord-ovest dell'Iraq.
Il 3 agosto 2014 il suo villaggio fu attaccato dai miliziani dello Stato Islamico; gli uomini vennero uccisi e Lamiya fu rapita insieme alle altre giovani donne del villaggio, tra cui anche Nadia Murad, per essere usate come schiave sessuali.
Dopo diversi tentativi falliti, Lamiya riuscì a fuggire nell'aprile del 2016, grazie al pagamento da parte dei superstiti della sua famiglia di alcuni contrabbandieri. Durante la fuga, l'esplosione di una mina ha ucciso due persone che la stavano aiutando a scappare e Lamiya è rimasta ferita gravemente, perdendo quasi completamente la vista. Una volta arrivata al sicuro, è stata trasportata per le cure mediche in Germania dove ha potuto incontrare altri sopravvissuti della sua regione.
Dall’arrivo in Europa, Aji Bashar svolge attività di sensibilizzazione sulle atrocità commesse contro la comunità Yazida in Iraq e aiuta donne e bambini vittime delle violenze dello Stato Islamico.

## Riconoscimenti
Il 27 ottobre 2016 il Parlamento europeo ha annunciato il conferimento a Lamiya Aji Bashar e Nadia Murad del Premio Sakharov per la libertà di pensiero; la cerimonia di consegna è avvenuta a Strasburgo il 14 dicembre.